# Stigmella benanderella
Stigmella benanderella là một loài bướm đêm thuộc họ Nepticulidae. Loài này phân bố phân tán in châu Âu. Nó được tìm thấy ở Fennoscandia, Đan Mạch, vùng Baltic, Hungary và Slovakia.
Ấu trùng ăn Salix phylicifolia, Salix repens và Salix rosmarinifolia. Chúng ăn lá nơi chúng làm tổ. 